# A cukorbetegség világnapja

A cukorbetegség világnapjának logója

A cukorbetegség világnapja a cukorbetegségre való figyelemfelhívás globális eszköze. Minden évben november 14-én tartják.
A Nemzetközi Diabétesz Szövetség (International Diabetes Federation, IDF) által szervezett világnapok egy-egy cukorbetegséghez kapcsolódó témára fókuszálnak. A témák között olyanokat lehet találni, mint a cukorbetegség és az emberi jogok, a cukorbetegség és életstílus, a cukorbetegség és az elhízás, a fogyatékkal élők és hátrányos helyzetűek cukorbetegsége, cukorbetegség a gyermekeknél és kamaszoknál. Míg az ismeretterjesztő kampány egész évben tart, magát a világnapot Frederick Banting születésnapjához kötötték, aki Charles Besttel és John James Rickard Macleoddal elsőként fogalmazta meg azt a gondolatot, amely az inzulin felfedezéséhez vezetett 1922-ben.
A cukorbetegség világnapját 1991-ben kezdeményezte az IDF és az Egészségügyi Világszervezet (WHO) válaszképpen a cukorbetegség világszintű gyors terjedésére.
2016-ban a cukorbetegség világnapjának szervezéséhez az IDF 230 tagszervezete csatlakozott 160 országban, és számos más szervezet, cég, egészségügyi dolgozó, politikus, híresség, valamint cukorbeteg emberek és családtagjaik. Ezen a napon szűrőprogramokat tartanak, rádiós és televíziós kampányokra és sportrendezvényekre kerül sor.

## Fordítás
- Ez a szócikk részben vagy egészben  a   World Diabetes Day című angol Wikipédia-szócikk ezen változatának fordításán alapul.  Az eredeti cikk szerkesztőit annak laptörténete sorolja fel. Ez a jelzés csupán a megfogalmazás eredetét és a szerzői jogokat jelzi, nem szolgál a cikkben szereplő információk forrásmegjelöléseként.